# Feria de Hannover

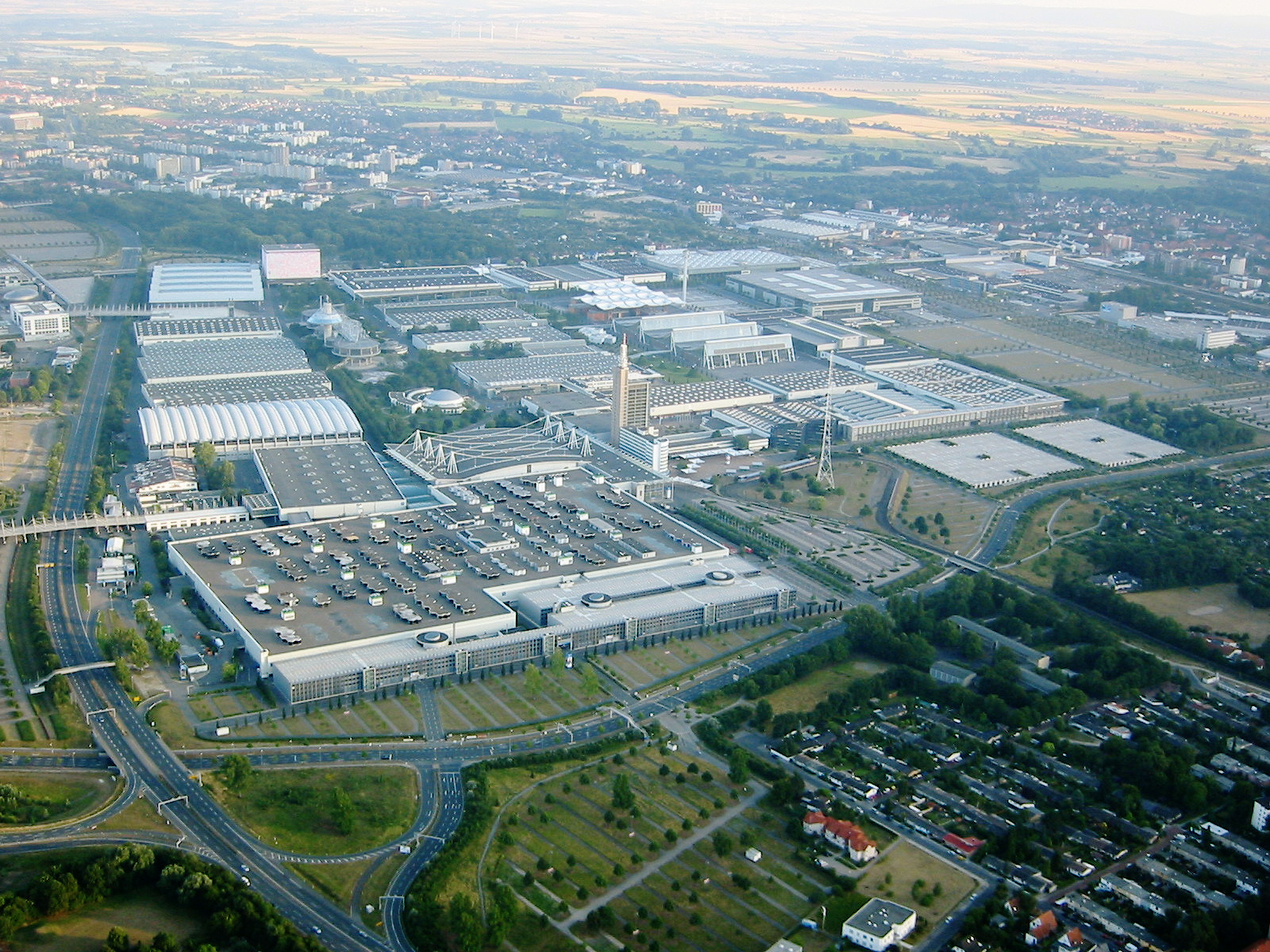
Hannover

La Feria de Hannover (del alemán: Hannover Messe) es la feria industrial más grande del mundo. Se realiza en Hannover, Alemania, anualmente y atrae a cerca de 6.000 expositores y 200.000 visitantes.
La Feria de Hannover comenzó en 1947 en un edificio de una fábrica en Laatzen, al sur de Hannover, mediante un arreglo con el gobierno militar británico con el objetivo de impulsar el avance económico durante la posguerra.
Debido a su éxito, la feria se repitió de ahí en adelante cada año, contribuyendo grandemente al éxito de la plaza de Ferias y remplazando a la ciudad de Leipzig en Alemania Oriental como la principal ciudad de ferias.
En 1980, el crecimiento de la industria de la información y las telecomunicaciones obligó a los organizadores, Deutsche Messe AG a dividirla dando como resultado la CeBIT.
Hoy en día, la Feria de Hannover se enfoca en la robótica.
El próximo evento es:
- 31 de marzo al 4 de abril de 2025